# Димитър Гюрчев
Димитър Гюрчев Георгиев (Миту Гьорчев) Негревски е български революционер, деец на Вътрешната македоно-одринска революционна организация.

## Биография
Димитър Георгиев е роден в през 1879 година в Крушево, тогава в Османската империя, днес в Северна Македония. Завършва прогимназия в родния си град и се присъединява към ВМОРО през 1901 година. През 1902 година е определен да изпълни смъртната присъда на турския шпионин Сульо, след изпълнението на която бяга в България. Влиза в четата на съгражданина си Никола Карев и отново навлиза в Македония. Четата попада на засада от турска потеря при Райчани и Миту Негревски загива заедно с войводата в местността Свиленова поляна на 14 (27) април 1905 година.